# Щёкин, Иван Григорьевич
Ива́н Григо́рьевич Щёкин (15 июля 1944 года, Витебск — 22 января 2000 года, Солигорск) — советский и белорусский футболист и футбольный тренер. Заслуженный тренер БССР (1989).

## Биография
Дебютировал в витебской «Двине» в 1966 году на позиции нападающего. Затем перешёл в брестский «Спартак» (тогдашнее название клуба «Динамо-Брест», в первом же сезоне стал главным бомбардиром команды. Играл в клубе, сменившем за это время три названия («Спартак», «Буг», «Динамо»), до 1976 года.
С 1978 года в тренерском штабе брестского «Динамо», главный тренер с 1979 по 1986 год (с перерывом).
В 1987 году перешёл на должность второго тренера минского «Динамо», помощником Ивана Савостикова. Член КПСС, образование высшее. В 1989 году удостоен звания «Заслуженный тренер БССР» за победу дублёров во всесоюзном турнире.
С 1994 по 1997 год — главный тренер минского «Динамо». Во время его тренерства клуб дважды становился чемпионом страны.
Главный тренер солигорского «Шахтёра» с 23 июля 1997, когда клуб занимал последнее место в середине сезона. Вывел команду из аутсайдеров высшей лиги на ведущие позиции в белорусском футболе.
Трагически погиб 22 января 2000 года. Похоронен на Восточном кладбище в Минске.

## Память
В Солигорске проводится регулярный футбольный турнир памяти И. Г. Щёкина.